# Rhinotmethis beybienkoi
Rhinotmethis beybienkoi is een rechtvleugelig insect uit de familie Pamphagidae. De wetenschappelijke naam van deze soort is voor het eerst geldig gepubliceerd in 1975 door Chogsomzhav.